# Мемнох-дьявол
«Ме́мнох-дья́вол» — пятый роман Энн Райс из цикла Вампирские хроники. Как и предыдущие три романа, рассказ ведётся от лица вампира Лестата де Лионкура.

## Сюжет
После долгого преследования и убийства Роже, жестокого, но страстного мафиози, к Лестату является его призрак (причём призрак вполне материальный — он заказывает в баре напиток и выпивает его). Призрак Роже рассказывает Лестату о своей жизни и просит следить за его дочерью Дорой, являющуюся глубоко верующей и популярной телевизионной евангелисткой, которую он хочет уберечь от позора. Лестат понимает, что совершил чудовищную ошибку, убив Роже. И успевает полюбить Роже и его дочь Дору. В то же время, вампир начинает проявлять признаки паранойи, считая, что его преследует загадочная сверхъестественная сила. Ему кажется, что чёрная гранитная статуя в квартире Роже говорила с ним, он всё время слышит шаги и видит существо с козлиными ногами и чёрными крыльями. Лестат догадывается, что это дьявол, и считает, что дьявол пришёл за ним. Лестат и его спутники пытаются защитить «церковь» девушки от того факта, что её отец был убийцей. Так как слух о спонсировании церкви со стороны мафиози может оказать пагубное влияние на её программу.
В конце концов, Лестат встречает самого Дьявола в обличии смертного человека, которого он ранее видел в своей комнате перед самым рассветом. Дьявол зовёт себя Мемнохом (он также не любит имена, придуманные для него людьми). Он, подхватив Лестата в вихрь и окутав своими черными крыльями, уносит его на небеса. Мемнох устраивает Лестату захватывающую экскурсию по раю, аду и основным эпохам эволюции вселенной. Эта экскурсия включает в себя полный пересказ библейской истории со стороны дьявола. Этим Мемнох пытается убедить Лестата стать его помощником или, как он выражается, «принцем». Мемнох просит помочь ему в великом труде. Во время путешествия Мемнох постоянно утверждает, что не является злым, так как он всего лишь служит Богу, приводя заблудшие души в рай. Но Лестат никак не может решить, стоит ли ему довериться Мемноху и встать на его сторону. Он считает, что Мемнох дурачит его. Лестата поражает рай, его цветы, так непохожие на земные, его здания, сады, библиотеки. В раю Лестат видит Бога Воплощённого, и тот, раскрывая ему объятия, говорит о том, что Лестат просто не должен стать его врагом и служить дьяволу. Слова Бога трогают Лестата, задевают его до глубины души. Ад поражает Лестата своей чудовищностью. Там его окружают мертвецы-прислужники, и показывают всех, кого он убил. Лестат сбегает из ада. Мемнох пытается его остановить, и случайно вырывает его глаз. Лестат успевает сбежать, но не успевает забрать свой глаз.
После экскурсии Лестат считает, что с ним случилось великое откровение. Кроме прочего, он считает, что стал свидетелем распятия Христа, а также, что он получил плат Святой Вероники. Вернувшись на Землю, он рассказывает эту историю Арману, Дэвиду Тальботу и Доре в Нью-Йорке. Дору и Армана сильно потрясает видение плата. Дора забирает плат и раскрывает его всему миру, а Арман выходит на солнце и воспламеняется, чтобы убедить людей, что произошло чудо. После случившегося каждый день вампиры начали приносить себя в жертву на ступенях храма. В их числе Маэл, Арман, и прочие, неизвестные, Лестату вампиры.
В конце романа Лестат и Дэвид направляются в Новый Орлеан. Там, к нему приходят Луи и Маарет, которая приносит Лестату его глаз и записку от Мемноха. Из записки становится ясно, что дьявол с самого начала манипулировал действиями Лестата. Лестат отказывается в это верить и приходит в бешенство, из-за чего Маарет приковывает его в подвале монастыря Святой Елизаветы, который принадлежит вампирам, чтобы Лестат не навредил себе и другим. Когда его наконец освобождают, Лестат впадает в продолжительную кому на полу монастыря, в которой он остаётся до следующего романа цикла.
Рассказ записан со слов Лестата, пока он был скован цепями, его другом Дэвидом Тальботом.

## Космология
Вселенная, описанная Мемнохом Лестату, следует определённой космологии:
- Бог является могущественным существом, которому поклоняются ангелы ещё до создания вещества и времени. Земля является его творением (следует заметить, что на вопрос Лестата «Существует ли жизнь за пределами Земли?», Мемнох отвечает, что не знает, так как всё его внимание сосредоточено на этой планете). Из-за этого ангелы проводят большую часть времени наблюдая за Землёй. Но эта версия Творца не является всезнающей.
- В конце концов существа на земле эволюционировали в образ ангелов посредством «пламени» жизни, который позволил боль и смерть. Люди даже обрели свои собственные души, невидимые силы по-сущности похожие на ангелов. Это повергло многих ангелов в шок. После смерти, эти души собирались вокруг мира на уровне бытия который ангелы назвали Шеолом или Сумраком, пытаясь своё существование. Попытки душ повлиять на мир живых и привели к появлению мифов о духах, реинкарнации и вампирах.
- Также упоминаются духи которые никогда не были людьми (они также упоминаются в книгах «Царица проклятых» и «Час ведьмовства»). Мемнох объясняет что они являются либо ангелами полюбившими некоторые части природы и стали её духами либо невидимыми существами которые никогда не связывались с ангелами.
- Мемнох, ещё будучи архангелом, теряет терпение от постоянных заверений Бога, что всё происходящее вписывается в его план, несмотря на боль, страдания и смерть живого. Мемнох открыто критикует план Бога, обвиняя его в недостатке сострадания. Решив полностью испытать на себе особую природу человека, Мемнох спускается на Землю и создаёт себе физическую форму, после чего он встречает женщину и познаёт её. За это Бог выгоняет Мемноха из рая, заставляя его жить среди людей. Обладая огромным запасом знаний, Мемнох начинает обучать первобытных людей науке, объясняя такие понятия как огонь и колесо. Таким образом, Мемнох ненароком становится основателем цивилизации. За время пребывания в обществе людей Мемнох осознаёт, что людей отделяет от всего живого способность любить и чувствовать страсть.
- Когда Бог возвращает Мемноха в рай, чтобы тот объяснил причину его нарушения естественного порядка вещей, Мемнох убеждает Бога позволить ему найти души, достойные попасть в рай. После нескольких тысяч лет брождения по Шеолу, Мемнох обнаруживает особо сильную группу душ, которые научились прощать Бога и любить всё сотворённое им. Бог принимает эти души в рай, навсегда изменяя его, так как души обладают способностью изменять своё окружение (именно человеческие души превратили рай в цветущий сад).
- Бог очень доволен новым составом рая, но Мемнох продолжает обвинять его в том, что ему безразличны остальные души в Шеоле. В конце концов Мемнох теряет доверие к Богу и требует, чтобы он принял человеческую форму, чтобы понять их страсть. В ярости Бог изгоняет Мемноха из рая.
- Пока Мемнох пребывает в изгнании, Бог понимает, что кое-что в его предложении было верным и решает принять облик человека — Иисуса Христа. Бог считает что, появившись в этой форме, творя чудеса, страдая и умирая, он создаст религию, которая позволит большему количеству людей попасть в рай посредством почтения и страха. Это является противоположным методу Мемноха, который считает, что чистоту души следует достигать любовью и вниманию чудес творения. Они встречаются в пустыне.
- Мемноха шокирует самопожертвование Бога. Но он всё же утверждает, что Бог недостаточно пережил. В отличие от обычного человека, когда Бог умер на кресте, он знал что воскреснет, и поэтому никогда не испытает в полной мере страдания человека, который не знает, выживет ли он после смерти или нет. Для Бога это было последней каплей, и он объявляет, что Мемнох является его противником, приказывая ему править Шеолом и Землёй в чёртоподобной форме, готовя души к приёму в рай своим способом.
- Работая в Шеоле, Мемнох превращает его в ад, в котором души плохих людей (и все вампиры) испытывают наказания до тех пор, пока они не поймут радость творения и свет Божий. Только тогда они будут готовы попасть в рай.
- Мемнох не любит свою работу и постоянно просит Бога назначить кого-нибудь ещё на должность (Дэвид Тальбот становится свидетелем одной из таких бесед в кафе в Париже).

## Критика
Как и следовало ожидать, многие христиане раскритиковали роман, утверждая, что он является ересью. Ниже приведён список некоторых причин:
- Бог описан как несовершенное существо.
- Ад в книге является скорее чистилищем, чем местом вечных пыток.
- Идея того, что самопожертвования Христа было недостаточно.
- Принятие эволюции в теологическом контексте.
- Полное отсутствие соответствий догматам о рае и аде.

Также, некоторые сцены были в открытую названы богохульством, включая сцену питья крови Христа Лестатом (в книге Иисус сам предложил вампиру свою кровь).